# Leptotyphlops nigroterminus
Leptotyphlops nigroterminus — вид змій родини струнких сліпунів (Leptotyphlopidae). Мешкає в Кенії і Танзанії.

## Поширення і екологія
Leptotyphlops nigroterminus мешкають на південному заході Кенії та в сусідніх районах Танзанії, зокрема в районах Масаї-Мара і Серенгеті, а також з низки ізольованих ділянок в центральній і південно-західній Танзанії, до озер Руква і Танганьїка. Вони живуть в лісистих саванах міомбо, а також в акацієвих саванах і чагарниках. Зустрічаються на висоті від 1000 до 1600 м над рівнем моря. Ведуть риючий спосіб життя. Відкладають яйця.